# Océanite à ventre blanc
Fregetta grallaria
Espèce
Synonymes
- Fregatta leucogaster
- Procellaria grallaria
- Thalassidroma leucogaster

Statut de conservation UICN

 LC  : Préoccupation mineure
L'Océanite à ventre blanc (Fregetta grallaria) est une espèce d'oiseaux de la famille des Oceanitidae.

## Répartition et sous-espèces
D'après la classification de référence (version 14.1, 2024) de l'Union internationale des ornithologues, l'Océanite à ventre blanc possède 4 sous-espèces :
- Fregetta grallaria grallaria, (Vieillot, 1818) — îles de l'Amirauté (Lord Howe, Australie) et îles Kermadec ;
- Fregetta grallaria leucogaster, (Gould, 1844) — archipel Tristan da Cunha et îles Saint-Paul et Amsterdam ;
- Fregetta grallaria segethi, (Philippi & Landbeck, 1860) — îles Desventuradas et Juan Fernández ;
- Fregetta grallaria titan, Murphy, 1928 — Rapa Iti (Polynésie française).